# Oppelo
Oppelo é uma cidade localizada no estado americano de Arkansas, no Condado de Conway.

## Demografia
Segundo o censo americano de 2000, a sua população era de 725 habitantes.
Em 2006, foi estimada uma população de 745, um aumento de 20 (2.8%).

## Geografia
De acordo com o United States Census Bureau, a localidade tem uma área de 6,5 km², dos quais 6,4 km² cobertos por terra e 0,1 km² cobertos por água.

## Localidades na vizinhança
O diagrama seguinte representa as localidades num raio de 16 km ao redor de Oppelo.